# Миљан Шкрбић
Миљан Шкрбић (Сомбор, 18. септембра 1995) српски је фудбалер.

## Каријера
Миљан Шкрбић је рођен 1995. године у Сомбору, а одрастао у Црвенки где је тренирао фудбал у истоименом локалном клубу. Касније је прешао у ОФК Београд, са којим је 2012. потписао свој први стипендијски уговор. У Суперлиги Србије дебитовао је 2. марта наредне године, постигавши једини погодак који је његов тим претрпео од Јагодине, на Омладинском стадиону, резултатом 1 : 3. Под уговором са клубом остао је до почетка 2016, али је током дужег периода био ван такмичарске екипе услед кидања лигамената колена. На јесен те године приступио је екипи Кршка где је наступао наредне две сезоне. Краћи период током 2019. одиграо је за турски Гиресунспор, а затим је неко време провео на проби у Сарајеву. Касније, почетком наредне године, тренирао је са Партизаном, али са тим клубом није закључио уговор. Потом је потписао за Зрињски из Мостара, за који је дебитовао против екипе Челика из Зенице 23. фебруара 2020. Боје Зрињског представљао је у наредних сезону и по након чега је прекинута сарадња. Лета 2021. представљен је као нови нападач нишког Радничког. Пред крај јесењег дела сезоне, Шкрбић је претрпео повреду колена због које је у наредном периоду остао ван такмичарског погона. Након иностраног трансфера Николе Штулића, Шкрбић је првог дана фебруара 2023. продужио сарадњу с Радничким до лета следеће године. После 14 месеци паузе, укључујући и припремне утакмице, наступио је на сусрету с екипом Младости из Лучана у 20. колу Суперлиге Србије за такмичарску 2022/23. Тада је у игру ушао у 75. минуту, при резултату 1 : 1, а у завршници утакмице био је стрелац победоносног поготка за састав домаћина. Други погодак у сезони постигао је у 26. колу против Вождовца, убрзо по уласку у игру. Клуб је напустио крајем календарске 2023. Средином фебруара наредне године потписао је за АГМК Алмалик. Током првог дела такмичарске 2024/25. наступао је за Текстилац да би почетком 2025. године прешао у Мадура јунајтед из Индонезије.

## Статистика

### Клупска
Ажурирано 23. фебруара 2024.
|              |          |                                   |     |    |   |   |   |   |   |   |     |    |  |  |
| ОФК Београд  | 2012/13. | Суперлига Србије                  | 5   | 1  | 1 | 0 | — | — | — | — | 6   | 1  |  |  |
| ОФК Београд  | 2013/14. | Суперлига Србије                  | 7   | 1  | 1 | 0 | — | — | — | — | 8   | 1  |  |  |
| ОФК Београд  | 2014/15. | Суперлига Србије                  | 0   | 0  | 0 | 0 | — | — | — | — | 0   | 0  |  |  |
| ОФК Београд  | 2015/16. | Суперлига Србије                  | 6   | 1  | 1 | 1 | — | — | — | — | 7   | 2  |  |  |
| ОФК Београд  | Укупно   | Укупно                            | 18  | 3  | 3 | 1 | — | — | — | — | 21  | 4  |  |  |
|              |          |                                   |     |    |   |   |   |   |   |   |     |    |  |  |
| Кршко        | 2016/17. | Прва лига Словеније               | 12  | 5  | 1 | 0 | — | — | — | — | 13  | 5  |  |  |
| Кршко        | 2017/18. | Прва лига Словеније               | 33  | 12 | 2 | 1 | — | — | — | — | 35  | 13 |  |  |
| Кршко        | Укупно   | Укупно                            | 45  | 17 | 3 | 1 | — | — | — | — | 48  | 18 |  |  |
|              |          |                                   |     |    |   |   |   |   |   |   |     |    |  |  |
| Гиресунспор  | 2018/19. | Прва лига Турске                  | 3   | 1  | — | — | — | — | — | — | 3   | 1  |  |  |
|              |          |                                   |     |    |   |   |   |   |   |   |     |    |  |  |
| Зрињски      | 2019/20. | Премијер лига Босне и Херцеговине | 3   | 1  | 1 | 0 | — | — | — | — | 4   | 1  |  |  |
| Зрињски      | 2020/21. | Премијер лига Босне и Херцеговине | 6   | 0  | 0 | 0 | 0 | 0 | — | — | 6   | 0  |  |  |
| Зрињски      | Укупно   | Укупно                            | 9   | 1  | 1 | 0 | 0 | 0 | — | — | 10  | 1  |  |  |
|              |          |                                   |     |    |   |   |   |   |   |   |     |    |  |  |
| Раднички Ниш | 2021/22. | Суперлига Србије                  | 19  | 9  | 0 | 0 | — | — | — | — | 19  | 9  |  |  |
| Раднички Ниш | 2022/23. | Суперлига Србије                  | 18  | 7  | 1 | 0 | — | — | 2 | 1 | 21  | 8  |  |  |
| Раднички Ниш | 2023/24. | Суперлига Србије                  | 11  | 2  | 0 | 0 | — | — | — | — | 11  | 2  |  |  |
| Раднички Ниш | Укупно   | Укупно                            | 48  | 18 | 1 | 0 | — | — | 2 | 1 | 51  | 19 |  |  |
|              |          |                                   |     |    |   |   |   |   |   |   |     |    |  |  |
| Каријера     | Каријера | Каријера                          | 123 | 40 | 8 | 2 | 0 | 0 | 2 | 1 | 133 | 43 |  |  |
|              |          |                                   |     |    |   |   |   |   |   |   |     |    |  |  |